# Кім Син У
Кім Син У (кор. 김승우, нар. 24 лютого 1969) — південнокорейський актор та ведучий ток-шоу.

## Освіта
- Сеульська початкова школа Гебонг
- Середня школа Кьонсо
- Середня школа Кюнсо
- Сувонський університет, факультет фізичного виховання
- Вища школа бізнесу Сувонського університету, Магістр спортивного менеджменту.

## Фільмографія

### Фільми
| Рік  | Назва                              | Роль                            |
| ---- | ---------------------------------- | ------------------------------- |
| 1990 | «Син генерала»                     | Сангкал                         |
| 1990 | «Дурний»                           |                                 |
| 1991 | "Портрет молодого дня "            |                                 |
| 1992 | «Жінка, яка ніколи не розлучалася» |                                 |
| 1992 | «Син генерала 3»                   | подвійні мечі                   |
| 1993 | «101-а пропозиція»                 |                                 |
| 1994 | «Одруження»                        |                                 |
| 1995 | «Південь у день собаки»            | Спеціальний командир заворушень |
| 1995 | «Біг з грошима»                    | Бапсае                          |
| 1996 | «Корсет»                           | Кан І Хван                      |
| 1996 | «Чи вірите ви в джаз?»             |                                 |
| 1996 | «Мама-привид»                      | Юн Джи Сок                      |
| 1997 | «Людина з квітами»                 | Янджу                           |
| 1997 | « Глибока скорбота»                | Со Ван                          |
| 1997 | «Steamed»                          | Джи Хун                         |
| 1998 | «Чоловічий запах»                  | Квон Хюк Су                     |
| 1999 | «Відкриття в Сіньцзяні»            | президент Ван                   |
| 2000 | «Секрет»                           | Гу Хо                           |
| 2002 | «Вчора»                            | Юн Сок                          |
| 2002 | «Увімкни запальничку»              | Пэк Су Хо Бон Гу                |
| 2003 | «Подуйте весняний вітер»           | Сон Гук                         |
| 2003 | «Жити в зворотному напрямку»       | станція Гансонван               |
| 2003 | «Hwangsanbeol»                     |                                 |
| 2005 | «Солдат»                           | Капітан Гангмінгіл              |
| 2006 | «Жінка на пляжі»                   | Кім Чон Ре                      |
| 2006 | «Любов, ця нестерпна легкість»     | Юнхун                           |
| 2007 | «Розфарбовування кохання»          | Кім Джин Ір                     |
| 2009 | «Пупок»                            | фотограф                        |
| 2010 | «У вогонь»                         | Сокде Кан                       |
| 2010 | «Айріс: Фільм»                     | Пак Чул-Янг                     |
| 2011 | «Я тато»                           | Хан Чон Сік                     |
| 2013 | «Айріс 2: Фільм»                   | Пак Чул-Янг                     |
| 2016 | «Спіймати, щоб жити»               | Кім Син Джу                     |
| 2016 | «Друга двадцятка»                  | Мін Гу                          |
| 2016 | «Розковане кохання»                |                                 |
| 2020 | «Забута любов»                     |                                 |

### Телевізійні драми
| Рік  | Назва                                | Роль           | Канал |
| ---- | ------------------------------------ | -------------- | ----- |
| 1995 | «Основи кохання»                     | Хан Су         | MBC   |
| 1996 | «Їхні обійми»                        | Ю Чжон Ін      | MBC   |
| 1996 | «Запах яблуневого цвіту»             | Чой Чжон Хен   | MBC   |
| 1997 | «Попелюшка»                          | Со Джун Сок    | MBC   |
| 1998 | «Спогади»                            | Хан Чжон Хо    | MBC   |
| 2000 | «Нова благородна людина»             | Кім Йонг Нам   | MBC   |
| 2001 | «Hotelier»                           | Тае-Джун Хан   | MBC   |
| 2003 | «Розмарі»                            | Чой Яндо       | KBS   |
| 2006 | «Особливе мого життя»                | Пак Кан Хо     | MBC   |
| 2007 | «Як зустріти ідеального сусіда»      | Бек Су Чан     | SBS   |
| 2009 | «Королева допомоги по дому»          | офіцер поліції | MBC   |
| 2009 | «Айріс»                              | Пак Чхоль Йон  | KBS   |
| 2010 | «Афіна: Богиня війни»                | Пак Чул-Янг    | SBS   |
| 2010 | «Queen of Reversal»                  | Охоронець      | MBC   |
| 2011 | «Міс Ріплі»                          | Чан Мьон Хун   | MBC   |
| 2012 | «Ти, хто котився у виноградній лозі» | Гошісан        | KBS   |
| 2012 | "Третя лікарня "                     | Кім Ду Хен     | tvN   |
| 2013 | «Айрис 2»                            | Пак Чхоль Йон  | KBS   |
| 2015 | «Late Night Diner»                   | Майстер        | SBS   |

### Телевізійні шоу
| Рік                    | Назва                          | Канал | Роль    |
| ---------------------- | ------------------------------ | ----- | ------- |
| 14.10.1997— 22.01.1998 | «3 дні кохання»                | iTV   | Ведучий |
| 02.02.2010— 15.01.2013 | «Тріумф Кім Син У»             | KBS2  | Ведучий |
| 04.06.2010             | «Документальне кохання людини» | MBC   | Озвучка |
| 04.03.2012 -31.03.2013 | «1 ніч 2 дні»                  | KBS2  | Ведучий |
| 08.11 2016— 07.02.2017 | «Домікарки»                    | KBS2  | Ведучий |
| 10.09.2018~            | «Пандора»                      | MBN   | Ведучий |
| 14.11.2020             | «Знаючий брат»                 | Jtbc  | Гість   |
| 15.11.2020             | «My Ugly Baby»                 | SBS   | Гість   |
| 18.02.2021— 25.02.2021 | «Ідеальна планета»             | KBS2  | Озвучка |

### Радіо
| Рік                    | Назва          | Канал       |
| ---------------------- | -------------- | ----------- |
| 14.05.2018— 18.11.2018 | «Містер Радіо» | KBS Cool FM |

### Реклама
- LG U+ 019 PCS (1997 ~ 1999)
- Hannam Investment Trust (1997)
- Люди з Cosmocos Flower (1997)
- S1 Secom (1997)
- Томатний сік преміум-класу Lotte Chilsung Beverage Del Monte (1997)
- OB Beer OB Lager (1999)
- Aekyung Industrial Sensible Shampoo (1999)
- Samsung C&T (1999)
- Клуб Монако (1999)
- Samsung Mall (2000)
- Lotte Chilsung Beverage Chawoorin (2001)
- Як думає SK Telecom T (2008)
- Вітряний клуб із синтетичного волокна Ханіла (2011)
- Hurom Juicer (2013) (з Кім Нам Джу)
- Dongkook Pharmaceutical Insadol Plus (2019 ~ 2020) (з Чой Буль Ам, Хон Юн Хі, Рю Син Су, Лі Джін Хі, Чан Хан Джун, О Нара)

### Музичні відеокліпи
| Рік  | Назва                                                                    | Виконавець |
| ---- | ------------------------------------------------------------------------ | ---------- |
| 1998 | «Immortal Love»1-й альбом                                                | Чо Сон Мо  |
| 2007 | 4-й альбом «Classic», «Щоденник Хаула», «Тому що я люблю тебе», «Eunhye» | KCM        |

### Мюзикли
| Рік  | Назва        |
| ---- | ------------ |
| 2009 | Дівчата мрії |

## Нагороди та номінації
| Рік  | Нагорода                            | Категорія                                        | Робота                | Результат |
| ---- | ----------------------------------- | ------------------------------------------------ | --------------------- | --------- |
| 1997 | 18-а премія Blue Dragon Film Awards | Найкраща чоловіча роль                           | «Мама-привид»         | Номінація |
| 1998 | 19-а премія Blue Dragon Film Awards | Найкраща чоловіча роль                           | «Чоловічий запах»     | Номінація |
| 1998 | Премія MBC Drama Awards             | Найкраща акторська гра                           | «Спогади»             | Перемога  |
| 2002 | 23-я премія Blue Dragon Film Awards | Найкраща акторська гра                           | «Увімкни запальничку» | Номінація |
| 2003 | KBS Drama Awards                    | Нагорода за популярність                         | «Розмарі»             | Перемога  |
| 2003 | KBS Drama Awards                    | Краща пара                                       | «Розмарі»             | Перемога  |
| 2006 | 14-й кінофестиваль Чунса            | Нагорода за популярність                         | «Жінка на пляжі»      | Перемога  |
| 2009 | KBS Drama Awards                    | Найкращі досягнення в драмі середньої тривалості | «Айрис»               | Перемога  |
| 2010 | KBS Entertainment Awards            | «Новачок року» в шоу, Entertainment MC           | «Тріумф Кім Син У»    | Перемога  |
| 2011 | KBS Entertainment Awards            | Нагорода за відмінність у шоу, відділ розваг MC  | «Тріумф Кім Син У»    | Перемога  |
| 2012 | KBS Entertainment Awards            | Шоу, Розваги MC Категорія Гран-прі               | «Тріумф Кім Син У»    | Перемога  |
| 2019 | 31-а нагорода Korea PD Awards       | Найкращій ведучий                                | «Тріумф Кім Син У»    | Перемога  |